# Григорівка (Криворізький район)
Григорі́вка — село в Україні, у Широківській селищній громаді Криворізького району Дніпропетровської області. 
Населення — 120 мешканців.

## Географія
Село Григорівка знаходиться на відстані 0,5 км від села Благодатне, за 1 км від села Новоукраїнка та за 2 км від села Оленівка. По селу протікає пересихаючий струмок з загатою.

## Населення

### Мова
Розподіл населення за рідною мовою за даними перепису 2001 року:
| Мова       | Кількість | Відсоток |
| ---------- | --------- | -------- |
| українська | 114       | 95%      |
| російська  | 6         | 5%       |
| Усього     | 120       | 100%     |

## Інтернет-посилання
- Погода в селі Григорівка [Архівовано 20 грудня 2011 у Wayback Machine.]

1. ↑  Рідні мови в об'єднаних територіальних громадах України — Український центр суспільних даних